# Ляча (приток Оми)
Ляча — река в России, протекает в Новосибирской области. Устье реки находится в 1031 км по левому берегу реки Оми. Длина реки — 40 км.

## Данные водного реестра
По данным государственного водного реестра России относится к Иртышскому бассейновому округу, водохозяйственный участок реки — Омь, речной подбассейн реки — Омь. Речной бассейн реки — Иртыш.